# Euphronios (Lehrer)
Euphronios († nach 30 v. Chr.) war nach Plutarch der Lehrer der Kinder der ägyptischen Königin Kleopatra VII. und des römischen Triumvirn Marcus Antonius.
Nachdem Antonius und Kleopatra 31 v. Chr. die Schlacht bei Actium gegen Octavian verloren hatten, sollen sie im nächsten Jahr Friedensgesandtschaften an den gegen Ägypten vorrückenden Sieger geschickt haben. Die diesbezüglichen Berichte von Plutarch und Cassius Dio sind aber aufgrund der von ihnen aufgenommenen octavianischen Propaganda unzuverlässig und zuungunsten der Verliererseite gefärbt. Nach Plutarch wurde Euphronios als Delegationsleiter zu Octavian entsandt, da Antonius und Kleopatra aufgrund vielfachen Verrats und Abfalls keine anderen vertrauenswürdigen Personen ihrer Umgebung mehr gehabt hätten. Cassius Dio spricht sogar von drei Gesandtschaften an Octavian, erwähnt aber Euphronios nicht namentlich.